# Patrick Pons
Patrick Pons (Parigi, 24 dicembre 1952 – Northampton, 12 agosto 1980) è stato un pilota motociclistico francese.

## Carriera
Ha corso nel motomondiale fra il 1973 e il 1980, nelle classi 250, 350 e 500, sempre per la Yamaha. Ha ottenuto in tutto quattro secondi posti, sette terzi posti ed una pole position. In classifica finale ha ottenuto, come miglior piazzamento finale, il terzo posto in 250 e 350 nel 1974. Nel 1975 ha vinto il titolo nazionale francese 750 ed ha confermato il terzo posto in 350. Nel 1979 conquista il titolo mondiale in Formula 750.
Nel 1980, quando correva in 500, nel Gran Premio di Gran Bretagna, cade e viene colpito alla testa da Michel Rougerie. Morirà in ospedale a Northampton due giorni dopo il Gran Premio, il 12 agosto 1980.
Pons è stato sepolto nel Cimitero di Montmartre, a Parigi.

## Risultati nel motomondiale

### Classe 250
| 1973 | Classe | Moto   |   |  |  |  |  |  |  |   |   |   |   |  |  | Punti | Pos. |
| ---- | ------ | ------ | - |  |  |  |  |  |  | - | - | - | - |  |  | ----- | ---- |
| 1973 | 250    | Yamaha | 9 |  |  |  |  |  |  | 6 | 5 | 7 | 7 |  |  | 21    | 11º  |

| 1974 | Classe | Moto   |    |   |    |   |  |   |   |   |     |   |   |    |  | Punti | Pos. |
| ---- | ------ | ------ | -- | - | -- | - |  | - | - | - | --- | - | - | -- |  | ----- | ---- |
| 1974 | 250    | Yamaha | NE | - | NE | 3 |  | 4 | 7 | 3 | Rit | 5 | 2 | 15 |  | 50    | 3º   |

| 1975 | Classe | Moto   |   |   |    |   |   |  |   |    |   |   |   |   |  | Punti   | Pos. |
| ---- | ------ | ------ | - | - | -- | - | - |  | - | -- | - | - | - | - |  | ------- | ---- |
| 1975 | 250    | Yamaha | 4 | 2 | NE | 5 | 5 |  | 7 | 10 | 7 | 5 | 5 | 3 |  | 48 (63) | 5º   |

| 1976 | Classe | Moto   |   |    |     |    |  |  |  |    |  |  |  |  |  | Punti | Pos. |
| ---- | ------ | ------ | - | -- | --- | -- |  |  |  | -- |  |  |  |  |  | ----- | ---- |
| 1976 | 250    | Yamaha | 7 | NE | Rit | 10 |  |  |  | 10 |  |  |  |  |  | 6     | 22º  |

| 1977 | Classe | Moto   |   |    |   |   |     |     |    |    |     |    |     |     |    | Punti | Pos. |
| ---- | ------ | ------ | - | -- | - | - | --- | --- | -- | -- | --- | -- | --- | --- | -- | ----- | ---- |
| 1977 | 250    | Yamaha | - | NE | - | - | Rit | Rit | 10 | 12 | Rit | 13 | Rit | Rit | 10 | 2     | 33º  |

| Legenda | 1º posto        | 2º posto            | 3º posto            | A punti      | Senza punti        | Grassetto – Pole position Corsivo – Giro più veloce |
| Legenda | Gara non valida | Non qual./Non part. | Ritirato/Non class. | Squalificato | '-' Dato non disp. | Grassetto – Pole position Corsivo – Giro più veloce |

### Classe 350
| 1973 | Classe | Moto   |  |  |  |  |  |  |  |    |   |   |     |   |  | Punti | Pos. |
| ---- | ------ | ------ |  |  |  |  |  |  |  | -- | - | - | --- | - |  | ----- | ---- |
| 1973 | 350    | Yamaha |  |  |  |  |  |  |  | NE | 8 | 8 | Rit | 3 |  | 16    | 13º  |

| 1974 | Classe | Moto   |   |  |   |     |  |   |    |   |    |    |   |  |  | Punti | Pos. |
| ---- | ------ | ------ | - |  | - | --- |  | - | -- | - | -- | -- | - |  |  | ----- | ---- |
| 1974 | 350    | Yamaha | 4 |  | 4 | Rit |  | 3 | NE | 2 | 10 | NE | 4 |  |  | 47    | 3º   |

| 1975 | Classe | Moto   |    |     |   |     |   |  |   |    |    |   |   |     |  | Punti | Pos. |
| ---- | ------ | ------ | -- | --- | - | --- | - |  | - | -- | -- | - | - | --- |  | ----- | ---- |
| 1975 | 350    | Yamaha | NP | Rit | 5 | Rit | 3 |  | - | NE | NE | 3 | 5 | Rit |  | 32    | 3º   |

| 1976 | Classe | Moto   |     |   |     |   |  |   |    |    |  |  |  |  |  | Punti | Pos. |
| ---- | ------ | ------ | --- | - | --- | - |  | - | -- | -- |  |  |  |  |  | ----- | ---- |
| 1976 | 350    | Yamaha | Rit | 9 | Rit | 7 |  | 2 | NE | NE |  |  |  |  |  | 18    | 14º  |

| 1977 | Classe | Moto   |   |    |   |   |   |     |     |    |    |   |   |     |     | Punti | Pos. |
| ---- | ------ | ------ | - | -- | - | - | - | --- | --- | -- | -- | - | - | --- | --- | ----- | ---- |
| 1977 | 350    | Yamaha | - | AN | - | - | 5 | Rit | Rit | 10 | NE | 9 | 5 | Rit | Rit | 15    | 16º  |

| 1978 | Classe | Moto   |   |    |     |    |    |     |    |    |     |    |   |   |   | Punti | Pos. |
| ---- | ------ | ------ | - | -- | --- | -- | -- | --- | -- | -- | --- | -- | - | - | - | ----- | ---- |
| 1978 | 350    | Yamaha | 5 | NE | Rit | 21 | NQ | Rit | NE | 11 | Rit | 10 | 9 | - | - | 9     | 17º  |

| 1979 | Classe | Moto   |    |   |     |     |   |   |     |    |    |   |     |     |    | Punti | Pos. |
| ---- | ------ | ------ | -- | - | --- | --- | - | - | --- | -- | -- | - | --- | --- | -- | ----- | ---- |
| 1979 | 350    | Yamaha | 10 | 8 | Rit | Rit | 5 | 9 | Rit | NE | NE | - | Rit | Rit | 16 | 12    | 15º  |

| Legenda | 1º posto        | 2º posto            | 3º posto            | A punti      | Senza punti        | Grassetto – Pole position Corsivo – Giro più veloce |
| Legenda | Gara non valida | Non qual./Non part. | Ritirato/Non class. | Squalificato | '-' Dato non disp. | Grassetto – Pole position Corsivo – Giro più veloce |

### Classe 500
| 1974 | Classe | Moto   |     |  |  |  |  |  |   |  |  |     |    |    |  | Punti | Pos. |
| ---- | ------ | ------ | --- |  |  |  |  |  | - |  |  | --- | -- | -- |  | ----- | ---- |
| 1974 | 500    | Yamaha | Rit |  |  |  |  |  | 4 |  |  | Rit | NE | NE |  | 8     | 23º  |

| 1975 | Classe | Moto   |   |    |     |    |  |  |  |     |     |  |  |    |  | Punti | Pos. |
| ---- | ------ | ------ | - | -- | --- | -- |  |  |  | --- | --- |  |  | -- |  | ----- | ---- |
| 1975 | 500    | Yamaha | 5 | NE | Rit | 16 |  |  |  | Rit | Rit |  |  | NE |  | 6     | 20º  |

| 1976 | Classe | Moto   |  |     |  |    |  |  |    |    |  |  |  |    |  | Punti | Pos. |
| ---- | ------ | ------ |  | --- |  | -- |  |  | -- | -- |  |  |  | -- |  | ----- | ---- |
| 1976 | 500    | Yamaha |  | Rit |  | NE |  |  | NP | NP |  |  |  | NE |  | 0     |      |

| 1977 | Classe | Moto   |  |  |  |  |    |  |    |  |    |  |  |  |  | Punti | Pos. |
| ---- | ------ | ------ |  |  |  |  | -- |  | -- |  | -- |  |  |  |  | ----- | ---- |
| 1977 | 500    | Yamaha |  |  |  |  | NE |  | NE |  | NQ |  |  |  |  | 0     |      |

| 1980 | Classe | Moto   |     |  |    |    |    |   |   |     |  |  |  |  |  | Punti | Pos. |
| ---- | ------ | ------ | --- |  | -- | -- | -- | - | - | --- |  |  |  |  |  | ----- | ---- |
| 1980 | 500    | Yamaha | Rit |  | 10 | NE | 10 | 8 | 6 | Rit |  |  |  |  |  | 10    | 16º  |

| Legenda | 1º posto        | 2º posto            | 3º posto            | A punti      | Senza punti        | Grassetto – Pole position Corsivo – Giro più veloce |
| Legenda | Gara non valida | Non qual./Non part. | Ritirato/Non class. | Squalificato | '-' Dato non disp. | Grassetto – Pole position Corsivo – Giro più veloce |